# Публій Корнелій Сципіон Еміліан Африканський Молодший
Публій Корнелій Сципіон Еміліан Африканський Молодший (лат. Publius Cornelius Scipio Aemilianus Africanus (Iunior) Numantinus, 185 до н. е. — 129 до н. е.) — видатний римський полководець, який брав участь у Третій Пунічній війні і зруйнуванні Карфагену.

## Життєпис
Був сином Луція Емілія Павла, проте у дворічному віці був усиновлений Публієм Корнелієм Сципіоном Африканським, який свого часу переміг Ганнібала.
Під час подорожі по Греції Публій, а згодом і його старший брат Квінт, супроводжували свого рідного батька. Він дозволив їм забрати бібліотеку македонського царя. Так у Публія виникла велика любов до книг. Протягом цієї ж подорожі у нього також зав'язались хороші стосунки з Полібієм — майбутнім римським істориком. Він потім згадував про мужність, стриманість, відвагу молодого Сципіона та його любов до прекрасного.
У 152 до н. е. іспанці відновили воєнні дії проти римлян. Полібій писав, що дуже невелика кількість людей погоджувалися стати військовими трибунами. Проте мужній Публій сам попросив взяти його в Іберію. Однак повстання невдовзі було придушене і Сципіонові не вдалося нічим відзначитися. Але у тому ж році виник конфлікт між Карфагеном та колишнім союзником Риму Нумідією. Марк Катон за дорученням сенату був відправлений туди для вирішення конфлікту. Проте прибувши туди він зауважив розквіт Карфагену і налякався можливої загрози з його сторони. Він закликав зруйнувати місто. Його пропозицію було підтримано, потрібно було лише проводу до війни. Ним став напад Карфагену на Нумідію. Римляни висунули карфагенянам три ультиматуми: видача 300 заручників із знатних громадян, здача всієї зброї та боєприпасів, а також знищення самого міста. Вони виконали всі вимоги і попросили перемир'я на місяць, аби виграти трохи часу. Самовпевнені римляни погодились, а тим часом карфагеняни амністували Газдрубала і добре підготувалися до оборони. Тому облоги 149—148 до н. е. нічого не дали. Римська армія стала недисциплінованою.
У цей же час Публій Корнелій Сципіон Еміліан став консулом, незважаючи на свій молодий вік. Йому також доручили командування армією у Африці та ведення військової кампанії. Прибувши до Карфагену, він навів порядок у римському війську, відновив дисципліну, оволодів передмістям Карфагену, домігся того, що місто було оточене з усіх сторін. Проте зі штурмом не поспішав. Внаслідок довгої облоги у місті розпочався голод і хвороби. Навесні 146 до н. е. Сципіон розпочав штурм карфагенської цитаделі — Бірси. Його солдати протягом 6 днів пересувались по дахах, скидаючи колоди на людей, які проходили під будівлями. Врешті 50-тисячне населення Бірси вибрало п'ятьох представників, які просили про помилування. Сципіон погодився залишити живими усіх крім 900 перебіжчиків, які підпалили храм і кинулись у вогонь. Усі ж, хто здались у полон, були продані у рабство. Сципіон хотів зберегти місто, але з сенату прийшла постанова знищити місто. Карфаген підпалили, і горів він 17 днів. За хоробрість і військову доблесть йому також було присвоєно агномен та тилул перемоги Африканський.

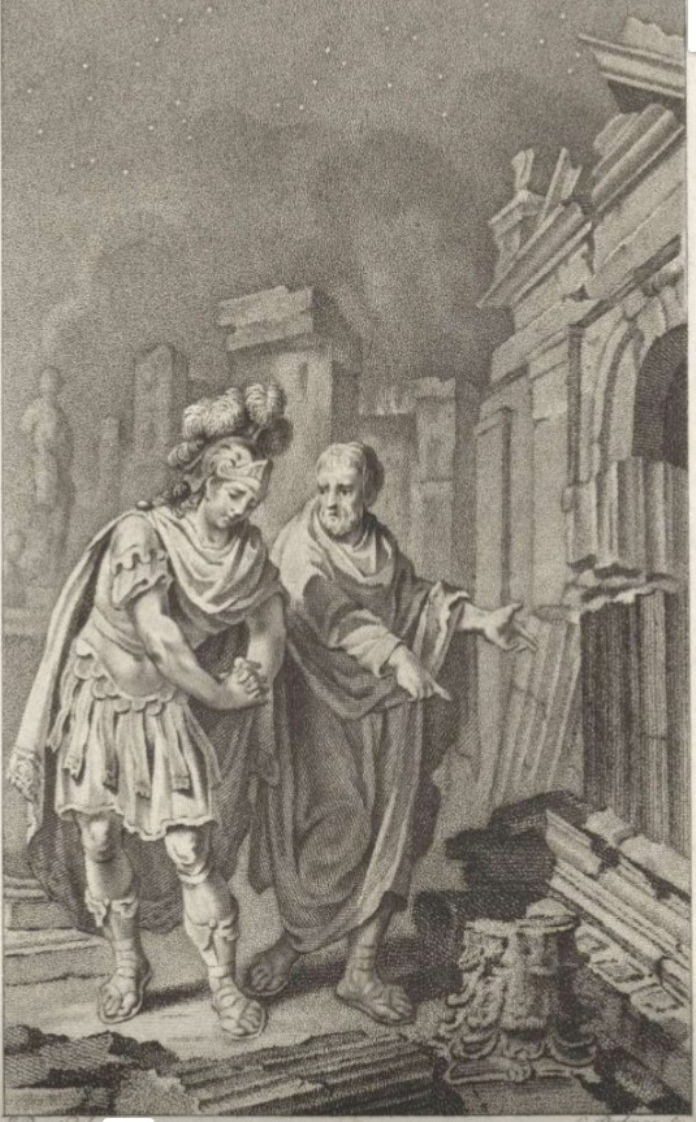
Сципіон та Полібій оглядають руїни Карфагена

У 145 до н. е. Публій на деякий час припинив всяку військову і політичну діяльність і зайнявся філософією.
У 142 до н. е. обрано цензором.
У 135 до н. е. вдруге обрано консулом, для придушення повстання у місті Нуманція на півночі Іспанії. Він знову організував тривалу облогу, і жителі, які потерпали від голоду, були змушені здатися. Вони також були продані в рабство, місто знищене у 133 до н. е.
Через рік у Римі Публій Корнелій Сципіон Африканський був або задушений у власному ліжку, або вчинив самогубство, або помер передчасною смертю. Через півтора століття Гай Веллей Патеркул написав, що «смерть Сципіона вважають насильницькою лише деякі».